# Wojciech Jaruzelski
El general Wojciech Witold Jaruzelski (Pronunciación)ⓘ (Kurów, 6 de julio de 1923 - Varsovia, 25 de mayo de 2014) fue un militar y político polaco. Fue el presidente durante varios años de la época socialista en Polonia, país que gobernó desde 1981 hasta 1989. Tuvo el cargo de primer ministro de Polonia desde 1981 a 1985 y el de jefe de Estado entre 1985 y 1990, así como Comandante en Jefe de las Fuerzas Armadas polacas y secretario general del Partido Obrero Unificado Polaco (PZPR, por sus siglas en polaco) durante esa época. Dejó el poder tras los Acuerdos de la Mesa Redonda de 1989, que conducirían a Polonia a la democracia.
Nacido en la nobleza polaca en Kurów en el este (entonces central) Polonia, Jaruzelski fue deportado con su familia a Siberia por NKVD después de la invasión soviética de Polonia. Asignado al trabajo forzado en el desierto siberiano, desarrolló fotoqueratitis o ceguera de nieve que lo obligó a usar gafas de sol protectoras por el resto de su vida. En 1943, Jaruzelski se unió al recién creado Primer Ejército Polaco y luchó junto a los soviéticos contra la Alemania nazi en el Frente Oriental, sobre todo en la liberación de Varsovia y en la Batalla de Berlín. Después del octubre polaco y la expatriación del mariscal Konstantin Rokossovsky de regreso a la Unión Soviética, Jaruzelski se convirtió en el principal oficial político del Ejército Popular Polaco y, finalmente, en el Ministro polaco  de Defensa en 1968.
Jaruzelski se convirtió en el secretario general del Partido Obrero Unificado Polaco y líder de Polonia después del breve mandato de un año de Stanisław Kania. El predecesor de Kania, Edward Gierek, dejó Polonia severamente endeudada al aceptar préstamos de acreedores extranjeros y la economía del país casi colapsó cuando Jaruzelski se convirtió en jefe de Estado. Mientras Polonia se dirigía hacia la insolvencia, se impuso el racionamiento debido a la escasez de bienes básicos, lo que solo contribuyó a la tensa situación social y política.
El deterioro de las condiciones de vida y de trabajo provocó la ira de las masas y fortaleció el sentimiento anticomunista;  el sindicato polaco Solidaridad también estaba ganando apoyo, lo que preocupaba al Comité Central Polaco y la Unión Soviética que veía a Solidaridad como una amenaza para el Pacto de Varsovia. Temiendo una intervención soviética similar a las de la Hungría (1956) y la Checoslovaquia (1968) del Pacto de Varsovia, Jaruzelski impuso la ley marcial en Polonia el 13 de diciembre de 1981 para aplastar a la oposición anticomunista. La junta militar, puso el toque de queda y las restricciones de viaje duraron hasta el 22 de julio de 1983.
A mediados de la década de 1980, la censura perdió su importancia y la autoridad del Partido Unido de los Trabajadores se desintegró, lo que permitió más libertad en la ya liberal Polonia. Durante las revoluciones de 1989 en Europa Central y Europa Oriental, Jaruzelski apoyó el cambio de gobierno en beneficio del país y renunció después de los Acuerdos de la Mesa Redonda, que condujo a elecciones multipartidistas en Polonia. Se desempeñó brevemente como presidente de Polonia, pero no ejerció ningún poder real y, en las elecciones presidenciales de Polonia de 1990, Lech Wałęsa lo sucedió como el primer presidente elegido en una votación popular.

## Biografía

### Juventud y primeros años
Jaruzelski formaba parte de una familia de origen noble que desciende del caballero Ślepowron (de donde proceden sus armas: el blasón «Ślepowron»), a la que en 1224 el príncipe Conrado de Mazovia otorga las tierras de Jeruzale (más tarde llamadas Jaruzele) en recompensa por su participación en las guerras contra la tribu pagana de los sudavos. El abuelo del general, igualmente llamado Wojciech (latinizado, Adalbert), tomó parte en la insurrección de enero de 1863, siendo deportado a Siberia por el Imperio Ruso, que en aquella época controlaba Polonia. Condenado a doce años de prisión, regresó tras ocho años gracias a una amnistía del zar. El padre del general intervino como voluntario en la guerra polaco-soviética de 1920.
El 10 de septiembre de 1939, huyendo del avance de la Wehrmacht, la familia Jaruzelski toma camino hacia el este. El 17 de septiembre, mientras el Ejército Rojo invadía en Polonia, la familia (que se había refugiado en una granja en Jagnieszczyce, en los alrededores de la villa de Lida) da media vuelta para escapar de las tropas soviéticas y se encamina esta vez hacia el oeste. Los Jaruzelski son testigos de los duros combates de Dereczyn y, tras haber atravesado el río Niemen, de la batalla por la ciudad de Grodno. Por muy poco escapan a los blindados soviéticos y el 23 de septiembre cruzan la frontera con Lituania, donde encuentran refugio.
Al ser ocupada Lituania por el Ejército Rojo en 1940 y para evitar la deportación, el padre de Wojciech Jaruzelski solicita a las autoridades la ciudadanía soviética. El 14 de junio de 1941 (una semana antes del ataque alemán), los Jaruzelski son detenidos por la NKVD, que les confisca 99 marcos alemanes, tres rublos imperiales de oro, un cuchillo finlandés con vaina y un aparato Kodak.
Transportada en un camión, la familia es pronto separada (los hijos quedan con la madre, mientras que el padre viaja en un transporte diferente). En vagones de ganado, Wojciech Jaruzelski es enviado junto con su madre y su hermana a las montañas de macizo de Altái. Después de pasar por Omsk y Novosibirsk, los Jaruzelski se reencuentran en la aldea de Turachak, a 180 kilómetros de Biysk. Para atender las necesidades de la familia en ausencia de su padre (su madre cae enferma rápidamente), el joven Wojciech Jaruzelski trabaja cortando árboles en la taiga. Liberado por la amnistía de los polacos a consecuencia del acuerdo de Sikorski-Maiski firmado en Londres, el padre de Wojciech llega a Biysk, donde Wojciech y su madre le esperan, tras haber rechazado huir de Turachak en enero de 1942. El padre intenta alistar a su joven hijo en el nuevo Ejército Popular Polaco, formado en la URSS por el general Anders, pero se tropieza con el rechazo de las autoridades. El 4 de junio de 1942 el padre de Wojciech Jaruzelski muere de disentería en Biysk. Será enterrado en el cementerio local.

### Carrera política y militar
En 1943 Wojciech Jaruzelski se alista como aspirante en el Ejército de la República Popular Polaca. Participó en la batalla de Berlín en 1945. En 1947 se convierte en miembro del Partido Obrero Polaco, el partido comunista gobernante. Hace rápidamente carrera: es nombrado coronel en 1953, general en 1956, director político del Ejército en 1960 y jefe del Estado Mayor en 1965.
Es nombrado ministro de Defensa en 1968, después miembro suplente y luego de pleno derecho del Politburó polaco a principios de la década de 1970. Fue responsable de la introducción de la Ley Marcial de 1981, durante cuya vigencia se atribuyen al entonces Gobierno comunista la muerte de más de 250 personas, miles de exiliados y encarcelados.
Fue nombrado primer ministro de Polonia el 10 de febrero de 1981, cargo que ostentó hasta 1985. Ante la popularidad creciente del sindicato católico Solidarność y de su líder Lech Wałęsa, impone el 13 de diciembre de 1981 el estado de sitio. Ocupó el cargo de Presidente del Consejo de Estado (jefe del Estado polaco) entre 1985 y 1989, así como el cargo de Presidente de Polonia entre 1989 y 1990. Antes de entregarle a Wałęsa la presidencia pidió perdón por la Ley marcial.

### Últimos años
El 31 de marzo de 2006 el general Jaruzelski fue acusado de crimen comunista y condenado a ocho años de prisión por haber implantado la Ley Marcial en 1981, pero no cumplió la condena por razones de edad. Vivió en Varsovia hasta su fallecimiento el 25 de mayo de 2014 a los 91 años de edad.